# بلثقاء (وادي الدواسر)
مركز بلثقاء هو مركزٌ إداري تابعٌ لمحافظة وادي الدواسر في منطقة الرياض ، ويصنف من فئة (ب) ورمزه 1268.